# Хрубеш, Хорст
Хорст Хру́беш (нем. Horst Hrubesch; род. 17 апреля 1951, Хамм, Северный Рейн-Вестфалия) — немецкий футболист, выступавший на позиции нападающего. Автор двух победных мячей в финале чемпионата Европы в 1980 году.

## Карьера

### Клубная карьера
Хорст Хрубеш начал карьеру в полулюбительских клубах «Хамм», «Хаммер» и «Вестюннен». В 1975 году Хрубеш перешёл в клуб «Рот-Вайсс» (Эссен), за который провёл 3 сезона, последний во Второй Бундеслиге, куда вылетел «Рот-Вайсс». Там Хрубеш стал лучшим снайпером, забив в 35 матчах 42 гола.
После этого за Хрубеша разгорелась борьба между «Гамбургом» и «Айнтрахтом» из Франкфурта, в которой всё же выиграл «Гамбург». В 1981 году в «Гамбург» пришёл Эрнст Хаппель. С этого периода начинается расцвет клуба и самого Хрубеша, который в 1982 году стал лучшим бомбардиром немецкого первенства, забив 27 мячей, а «Гамбург» — лучшим клубом Германии. Решающий гол, принёсший победу, Хрубеш забил 24 апреля в ворота «Баварии» на 90-й минуте игры, сделав счёт 4:3. В следующем году «Гамбург» вновь выиграл чемпионство, но более значимой стала победа в Кубке европейских чемпионов, в финале которого был обыгран грозный «Ювентус», ведомый Мишелем Платини.
В 1983 году после успеха в Кубке чемпионов Хрубеш покинул Германию и уехал в Бельгию, где выступал за клуб «Стандард», но там не блистал, забив за 2 года 17 голов в 43 матчах. В 1985 году вернулся в Германию, в клуб «Боруссия» (Дортмунд), где получил тяжёлую травму и решил завершить карьеру игрока. Всего в Бундеслиге форвард забил 136 голов в 224 матчах. Через сезон Хрубеш, будучи главным тренером любительского клуба «Вестюннен», выходил на поле, чтобы помочь своей команде в тяжёлых матчах, этот клуб и стал для Хрубеша-футболиста последним.

### Карьера в сборной
В сборной ФРГ Хрубеш дебютировал 2 апреля 1980 года в Мюнхене в матче со сборной Австрии, который завершился победой немцев 1:0. Любопытно, что свой первый и второй голы за сборную Хрубеш забил в одном матче — в финале чемпионата Европы 1980, принеся победу своей команде 2:1. Через два года Хрубеш был в составе немецкой команды участником чемпионата мира, на котором забил единственный в матче гол с Австрией, а в полуфинале, после 120 минут матча, реализовал решающий пенальти, который вывел сборную ФРГ в финал, проигранный итальянцам. Финал чемпионата мира 1982 стал последним матчем Хрубеша в футболке национальной команды.

### Тренерская карьера
В 1986 году Хрубеш начал тренерскую карьеру, возглавив свой бывший клуб «Рот-Вайсс Эссен», с которым он занял 10-е место во второй бундеслиге. Затем работал с разными командами — с «Вольфсбургом», «Ганзой», «Динамо» (Дрезден), австрийскими клубами «Сваровски-Тироль» и «Аустрия» (Вена), турецким «Самсунспором».
С 1999 года Хрубеш работал с различными сборными Германии, в том числе был главным тренером команды «Б» и ассистентом тренера основной сборной.
С 2000 по 2016 год Хорст тренировал молодёжную сборную Германии. Под его руководством 26 июля 2008 года команда завоевала титул чемпиона Европы для игроков в возрасте до 19 лет, обыграв в финале Италию со счётом 3:1. Весной 2009 года Хрубеш исполнял обязанности тренера молодёжной сборной для игроков в возрасте до 21 года, пока вновь назначенный тренер этой команды Райнер Адрион был занят работой в клубе, и в июне 2009 года выиграл с этой командой титул чемпиона Европы, следующие четыре года снова работал с командой 19-летних.
В 2016 году Хорст также тренировал олимпийскую сборную Германии. Под его руководством команда стала серебряным призёром на летних Олимпийских играх 2016 года в Рио.
13 марта 2018 года Хрубеш стал главным тренером женской сборной Германии.
3 мая 2021 года назначен главным тренером «Гамбурга» сроком до конца сезона 2020/21.

## Достижения

### Командные
- Чемпион ФРГ (3): 1978/79, 1981/82, 1982/83
- Чемпион Европы: 1980
- Обладатель Кубка европейских чемпионов: 1982/83

### Личные
- Лучший бомбардир чемпионата Германии: 1982 (27 голов)
- Лучший бомбардир второй Бундеслиги: 1978 (41 гол)

## Статистика выступлений
| Клуб                | Сезон            | Лига | Лига | Кубки | Кубки | Еврокубки | Еврокубки | Прочие | Прочие | Итого | Итого |
| Клуб                | Сезон            | Игры | Голы | Игры  | Голы  | Игры      | Голы      | Игры   | Голы   | Игры  | Голы  |
| ------------------- | ---------------- | ---- | ---- | ----- | ----- | --------- | --------- | ------ | ------ | ----- | ----- |
| Рот-Вайсс (Эссен)   | 1975/76          | 22   | 18   | 0     | 0     | 0         | 0         | 0      | 0      | 22    | 18    |
| Рот-Вайсс (Эссен)   | 1976/77          | 26   | 20   | 6     | 4     | 0         | 0         | 0      | 0      | 32    | 24    |
| Рот-Вайсс (Эссен)   | 1977/78          | 35   | 42   | 2     | 0     | -         | -         | 2      | 1      | 39    | 43    |
| Рот-Вайсс (Эссен)   | Итого            | 83   | 80   | 8     | 4     | 0         | 0         | 2      | 1      | 93    | 85    |
| Гамбург             | 1978/79          | 34   | 13   | 1     | 0     | 0         | 0         | 0      | 0      | 35    | 13    |
| Гамбург             | 1979/80          | 34   | 21   | 3     | 3     | 9         | 7         | 0      | 0      | 46    | 31    |
| Гамбург             | 1980/81          | 29   | 17   | 5     | 7     | 6         | 7         | 0      | 0      | 40    | 31    |
| Гамбург             | 1981/82          | 32   | 27   | 6     | 5     | 11        | 5         | 0      | 0      | 49    | 37    |
| Гамбург             | 1982/83          | 30   | 18   | 4     | 2     | 8         | 2         | 0      | 0      | 42    | 22    |
| Гамбург             | Итого            | 159  | 96   | 19    | 17    | 34        | 21        | 0      | 0      | 212   | 134   |
| Стандард (Льеж)     | 1983/84          | 23   | 9    | 7     | 5     | 2         | 1         | 1      | 0      | 33    | 15    |
| Стандард (Льеж)     | 1984/85          | 18   | 8    | 2     | 0     | 3         | 1         | 0      | 0      | 23    | 9     |
| Стандард (Льеж)     | Итого            | 41   | 17   | 9     | 5     | 5         | 2         | 1      | 0      | 56    | 24    |
| Боруссия (Дортмунд) | 1985/86          | 17   | 2    | 4     | 2     | 0         | 0         | 0      | 0      | 21    | 4     |
| Боруссия (Дортмунд) | Итого            | 17   | 2    | 4     | 2     | 0         | 0         | 0      | 0      | 21    | 4     |
| Всего за карьеру    | Всего за карьеру | 300  | 195  | 40    | 28    | 39        | 23        | 3      | 1      | 382   | 247   |